# 习见锉蛤
，是莺蛤目狐蛤科狐蛤属的一种。主要分布于中国大陆、台湾，常栖息在潮间带至潮下带50米泥质沙底浅海区，以足丝附着于岩石或珊瑚礁间。